# Ель-Хаджі Ба
Ель-Хаджі Ба (араб. الحادجي با, нар. 5 березня 1993, Париж) — французький та мавританський футболіст, півзахисник кіпрського клубу «Аполлон».
Виступав, зокрема, за клуб «Ланс», а також національну збірну Мавританії.

## Клубна кар'єра
Народився 5 березня 1993 року в місті Париж.
У дорослому футболі дебютував 2011 року виступами за команду «Гавр», в якій провів два сезони, взявши участь у 13 матчах чемпіонату. 
Згодом з 2013 по 2018 рік грав у складі команд «Сандерленд», «Бастія», «Бастія », «Чарльтон Атлетик», «Стабек» та «Сошо».
Своєю грою за останню команду привернув увагу представників тренерського штабу клубу «Ланс», до складу якого приєднався 2018 року. Відіграв за команду з Ланса наступний сезон своєї ігрової кар'єри. Більшість часу, проведеного у складі «Ланса», був основним гравцем команди.
Протягом 2019—2022 років захищав кольори клубу «Генгам».
До складу клубу «Аполлон» приєднався 2022 року. Станом на 5 вересня 2022 року відіграв за клуб з Лімасола 2 матчі в національному чемпіонаті.

## Виступи за збірні
У 2010 році дебютував у складі юнацької збірної Франції (U-18), загалом на юнацькому рівні взяв участь у 19 іграх.
У 2022 році дебютував в офіційних матчах у складі національної збірної Мавританії.

## Статистика виступів

### Статистика клубних виступів
| Сезон              | Команда            | Чемпіонат          | Чемпіонат | Чемпіонат | Національний кубок | Національний кубок | Національний кубок | Континентальні кубки | Континентальні кубки | Континентальні кубки | Інші змагання | Інші змагання | Інші змагання | Усього | Усього |
| Сезон              | Команда            | Ліга               | Ігор      | Голів     | Ліга               | Ігор               | Голів              | Ліга                 | Ігор                 | Голів                | Ліга          | Ігор          | Голів         | Ігор   | Голів  |
| ------------------ | ------------------ | ------------------ | --------- | --------- | ------------------ | ------------------ | ------------------ | -------------------- | -------------------- | -------------------- | ------------- | ------------- | ------------- | ------ | ------ |
| 2011–12            | «Гавр»             | Л2                 | 1         | 0         | -                  | -                  | -                  | -                    | -                    | -                    | -             | -             | -             | 1      | 0      |
| 2012–13            | «Гавр»             | Л2                 | 12        | 1         | КФ                 | 1                  | 0                  | -                    | -                    | -                    | -             | -             | -             | 13     | 1      |
| Усього за «Гавр»   | Усього за «Гавр»   | Усього за «Гавр»   | 13        | 1         |                    | 1                  | 0                  |                      |                      |                      |               |               |               | 14     | 1      |
| 2013–14            | «Сандерленд»       | ПЛ                 | 1         | 0         | FA Cup+КЛ          | 2+0                | 1+0                | -                    | -                    | -                    | -             | -             | -             | 2      | 1      |
| 2014–15            | «Бастія»           | Л1                 | 7         | 0         | КФ+КЛ              | 0                  | 0                  | -                    | -                    | -                    | -             | -             | -             | 7      | 0      |
| 2014–15            | «Бастія-2»         | CFA2               | 3         | 0         | -                  | -                  | -                  | -                    | -                    | -                    | -             | -             | -             | 3      | 0      |
| 2015–16            | «Чарльтон Атлетик» | ЧФЛ                | 25        | 0         | FA Cup+КЛ          | 0+3                | 0                  | -                    | -                    | -                    | -             | -             | -             | 28     | 0      |
| 2016-лют. 2017     | «Чарльтон Атлетик» | FL1                | 0         | 0         | FA Cup+КЛ+FLT      | 0                  | 0                  | -                    | -                    | -                    | -             | -             | -             | 0      | 0      |
| Усього за Charlton | Усього за Charlton | Усього за Charlton | 25        | 0         |                    | 3                  | 0                  |                      |                      |                      |               |               |               | 28     | 0      |
| бер.-лип. 2017     | «Стабек»           | ЧН                 | 0         | 0         | КН                 | 0                  | 0                  | -                    | -                    | -                    | -             | -             | -             | 0      | 0      |
| 2017–18            | «Сошо»             | Л2                 | 0         | 0         | КФ+КЛ              | 0                  | 0                  | -                    | -                    | -                    | -             | -             | -             | 0      | 0      |
| Усього за кар'єру  | Усього за кар'єру  | Усього за кар'єру  | 46        | 1         |                    | 6                  | 1                  |                      |                      |                      |               |               |               | 52     | 2      |

## Титули і досягнення
- Володар Суперкубка Кіпру (1):

«Аполлон»: 2022